# 吳千語
吳千語（英語：Karena Ng，1993年10月27日—），本名吳欣容（Ng Yan-Yung），香港模特兒及演員，於2010年演出Tempo紙巾广告而获赏识，随后成为電影人黄百鸣開設的天馬電影出品有限公司旗下藝人。
2011年6月，吳千語首度參演电影《开心魔法》，并凭此获第31届香港电影金像奖最佳新演员提名。同年10月，天馬將其內地合約签予天娱传媒。2013年，她在香港Now TV時尚節目《Chin語千尋》中首次擔任主持。2015年，其擔任第一女主角的電影《王家欣》入圍8個電影節，並奪得美國加州獨立電影節傑出女主角獎。2023年，與施榮怡哲嗣施伯雄共諧連理。

## 早年生活
吳千語於浙江杭州出生，在香港沙田沙角邨長大，畢業於保良局朱正賢小學及沙田崇真中學。讀書期間參演過电视广告，包括Tempo、osli m女性食品及电讯盈科等品牌广告，后與潘杰寧、陈嘉宝和郭善珩成新一代“开心少女组”。吳千語於中五畢業後報讀香港大學專業進修學院副學士先修課程，但未完成便輟學。

## 演艺经历
2010年接拍Tempo紙巾电视广告，获天馬電影创始人黄百鸣赏识。
2011年6月获导演叶伟信相中，参与古天乐、吴尊、吴京主演的电影《開心魔法》，担任女一号『程美斯』，饰演一个意外擁有魔法的大学生 ，凭借《開心魔法》提名第31届香港电影金像奖最佳新演员；9月，正式签约黄百鸣的天馬電影出品有限公司，成为旗下力捧对象；同月，客串出演由甄子丹、吳君如、古天樂、陳慧琳、楊冪等主演的2012年賀歲電影《八星抱喜》，飾演陳李張親生女兒陳小敏；10月27日，出席在中国北京举行的电影《開心魔法》“青春”主题发布会，并于当天正式签约天娱影视，成为该公司签约的首位香港女艺人。
2012年1月20日《八星抱喜》，在香港和中國大陸同步上映；4月，與林峯、毛舜筠、海清合作主演的喜剧电影《男人如衣服》開機，在劇中飾演菜鳥内裤設計師任秋水；8月，賀歲片《百星酒店》開機，在劇中飾演新晉演員凌夢露；9月28日，《男人如衣服》於香港上映；11月，赴中国无锡拍摄古装电视剧《歡天喜地俏冤家》，这是她的首部电视作品和首部古装剧作品，她作為第二女主角與內地知名演員李易峰、穎兒、葉祖新等合作，在劇中飾演擅長醫術的雲中青將軍之女雲嫣。
2013年2月1日，賀歲片《百星酒店》於大陸上映(香港2月10日上映)；4月，受邀担任香港Now TV时尚节目《Chin语千寻》的主持人；5月，與林峯、盛君、徐子珊共同主演惊悚院線電影《詭嬰》開機拍攝，飾演女主人天晴的妹妹小晴；9月，由谷德昭執導，黃百鳴及曾志偉兩大賀歲片製造人共同合作的喜劇电影《六福喜事》開機拍攝，作為主演之一飾演楊偉之子Alex的老婆珊珊；10月31日，《詭嬰》於香港上映；11月，与化妆师Rick Chin合作，担任商台节目《起来！大龙凤》的星级主持人。同年，出任国际化妆品牌雅诗兰黛的品牌大使；12月，受邀成为I.T旗下鞋履品牌ete!的客席设计师。
2014年1月11日，主演电影《六福喜事》在大陸上映(香港1月28日上映)，票房突破1亿3千万；1月17日，以雅诗兰黛“品牌大使”身份为Micro Essence拍摄平面广告特辑；4月，吴千语为戴比尔斯集团旗下的钻石品牌“Forevermark”拍摄专辑，并在品牌的支持下，赴南非体验美钻的诞生和南非人民的生活，并特意到一所收容残障儿童及孤儿的村庄做义工；7月，作為女一號與徐正溪共同主演的青春校園喜劇电影《青春鬥》（大陸片名:精武青春）開機，在片中飾演出身豪門、為人粗枝大葉的千金小姐芷程；7月22日《歡天喜地俏冤家》于CCTV8黄金档播出；9月，與古天乐、张翰、曾志伟、毛舜筠、柳岩、林家栋等共同主演的2015年賀歲喜劇電影《浮華宴》（大陸片名:神探駕到)開機，飾演裘明、裘李安心之女為人善妒的裘蔓莉；12月，與黃又南共同領銜主演的文藝電影《王家欣》開機，飾演陪男主角陳俊賢尋人的王家欣。
2015年2月19日，賀歲片《浮華宴》於香港、大陸、新加坡和馬來西亞同步上映；3月，出演由甄子丹、張晉、邁克·泰森等主演的院線電影《葉問3》開機，飾演葉正的班主任黃老師；8月，與李敏鎬、唐嫣、徐正溪、鍾漢良等共同領銜主演的動作喜劇电影《賞金獵人》開機，在片中飾演天才駭客Swan；9月，受邀与男子组合C AllStar担任品牌Skechers斯凯奇代言人；10月22日，主演的文藝电影《王家欣》於香港上映(大陸2016年3月18日上映)，及後相繼入圍8個電影節，最終憑藉王家欣一角奪得美國加州獨立電影節傑出女主角獎；12月24日，主演电影《葉問3》在香港上映(大陸2016年3月4日上映)。
2016年12月，與王力宏、宋茜、高以翔等共同主演的玄幻动作院線電影《古剑奇谭之流月昭明》開機，飾演来自巫山的神秘少女阿阮，最後為救大家而犧牲性命。
2017年5月，主演古装魔幻喜剧網絡电影《镇魂法师》開機，飾演美女捉妖师秦瑜；9月1日，以飛行嘉賓身份受邀參加明星美食户外真人秀《鋒味全球美食地圖》錄製與谢霆锋一同前往雲南尋找美食；10月與于波、高曙光、刘德凯等共同主演的年代谍战剧《战地迷情》開機，在劇中飾演文有智谋，武能骑马冲锋的范凤瑾，這是她在國內首部女一的電視劇；12月1日《镇魂法师》於优酷平台上映，最終更以3555萬成為優酷網絡院線分賬冠軍。
2018年6月，主演古装探险網絡电影《盗浪淘沙之九重天棺》開機，飾演明珠；8月，與鍾欣潼、周秀娜、吳家麗等共同主演的監獄女性題材院線電影《女子監獄》開機，飾演男人頭性格的陳旻言，在戲中有大量打鬥場面；10月1日，主演电影《古剑奇谭之流月昭明》在大陸上映；10月，主演古裝奇幻動作喜劇網絡电影《镇魂法师2》開機，故事延續上一部的題材和背景。
2019年2月12日，綜藝《鋒味全球美食地圖》於騰訊視頻播出；4月5日，《盗浪淘沙之九重天棺》於优酷平台上映；4月，與黄宗泽、吴卓羲、关智斌、周秀娜等领衔主演由陈国华执导的《战毒》開機，在劇中飾演美女警花趙盈盈；8月15日，谍战剧《战地迷情》於CCTV8黄金档播出；8月客串出演2020年賀歲電影《家有囍事2020》，飾演小琳。
2020年1月25日，賀歲喜劇片《家有囍事2020》於香港上映；5月，與吳家麗、胡杏兒等共同主演的ViuTV電視劇《熟女強人》開機，在劇中飾演雙性戀者林可兒。
2022年9月，與惠英紅共同主演的盲人題材院線電影《一路瞳行》上映，在戲中飾演盲人夫婦的女兒朱芷欣。

## 個人生活
吳千語的丈夫是殷商施榮怡之子施伯雄，2023年12月於香港完婚。

## 主要作品

### 電影
| 上映   | 劇名                         | 角色        |
| 2011年 | 開心魔法                     | 程美斯      |
| 2012年 | 八星抱喜                     | 陳小敏      |
| 2012年 | 男人如衣服                   | 任秋水      |
| 2013年 | 百星酒店                     | 凌夢露      |
| 2013年 | 詭嬰                         | 小晴        |
| 2014年 | 六福喜事                     | 珊珊        |
| 2014年 | 青春鬥                       | 芷程        |
| 2015年 | 浮華宴                       | 裘蔓莉      |
| 2015年 | 王家欣                       | 王家欣      |
| 2016年 | 葉問3                        | 黃老师      |
| 2016年 | 賞金獵人                     | 白天柯/SWAN |
| 2017年 | 鎮魂法師(網絡電影)           | 秦瑜        |
| 2018年 | 古劍奇譚之流月昭明           | 阿阮        |
| 2019年 | 盗浪淘沙之九重天棺(網絡電影) | 明珠        |
| 2020年 | 家有囍事2020                 | 小琳        |
| 2020年 | 鎮魂法師2(網絡電影)          | 秦瑜        |
| 2022年 | 一路瞳行                     | 朱芷欣      |
| 2022年 | 忽然心動                     | 蘇情        |
| 2023年 | 女子監獄                     | 陳旻言      |
| 待上映 | 陽光路上                     |             |
| 待上映 | 驅魔龍族馬小玲               | 馬小玲      |

### 電視劇
| 首播   | 劇名           | 角色   |
| 2014年 | 歡天喜地俏冤家 | 雲嫣   |
| 2019年 | 戰地迷情       | 范凤瑾 |
| 2020年 | 戰毒           | 趙盈盈 |
| 2020年 | 熟女強人       | 林可兒 |
| 2022年 | 獅子山下的故事 | 李友好 |
| 2023年 | 正好遇見你     | 庄伊伊 |

### 綜藝
| 年份   | 名稱             | 播出平台        | 角色     | 備註                        |
| 2013年 | Chin與千尋       | now觀星台       | 主持人   | 與Rick Chin共同主持         |
| 2013年 | 起來！大龍鳳     | 商業電台雷霆881 | 主持人   | 與共同主持Rick Chin、何飛鳳 |
| 2019年 | 鋒味全球美食地圖 | 騰訊視頻        | 飛行嘉賓 | 雲南站                      |
| 2023年 | 愛的修學旅行     | 芒果TV          | 常駐嘉賓 | 偕未婚夫自第三期加入        |

### 配音
| 年份          | 名稱           | 角色     |
| 2019年4月18日 | 女皇歌基大冒险 | 美狗孟坦 |

## 獎項
| 年份 | 頒獎典禮                | 獎項                            |
| 2012 | 第31届香港电影金像奖    | 最佳新演员 《开心魔法》（提名） |
| 2014 | Yahoo Shine Awards 2014 | 封面人物大奖（获奖）            |
| 2015 | 美国华盛顿独立电影节    | 最佳女主角 《王家欣》（提名）   |
| 2015 | 美國加州獨立電影節      | 傑出女主角 《王家欣》（获奖）   |
| 2019 | FEIA年度盛典            | 年度新銳藝人大獎（获奖）        |

## 社會公益活動
| 日期       | 活動名字                           |
| ---------- | ---------------------------------- |
| 2013年4月  | 中國孩童創意行動協會“夢想改變世界” |
| 2014年3月  | 香港癌症基金會慈善餐舞會           |
| 2014年4月  | Forevermark南非義工行動            |
| 2014年8月  | ALS冰桶挑戰                        |
| 2018年12月 | 北京領養日-給TA一個家              |
| 2019年3月  | 線頭公益-義賣星推官                |
| 2019年5月  | 世界自然基金會-尋找生物科代表      |
| 2019年6月  | 線頭公益-謝謝你口罩                |
| 2019年11月 | 壹基金-與星同行                    |